# Gramado dos Loureiros
Gramado dos Loureiros é um município brasileiro do estado do Rio Grande do Sul.

## História
Em 1991 surgiu o movimento emancipacionista liderado por Alivino de Melo Machado e pelos dois representante do distrito na Câmara Municipal de Nonoai, Glair Gali e João de Mello Machado, que era o Presidente da Câmara Municipal na época.
Em 22 de agosto do mesmo ano, foi aprovado o projeto de lei nº 351/91 que autorizava a realização da consulta plebiscitária para 10 de novembro. A lei 9.541/92 criou o município. Ficou instituída a data de 10 de novembro como dia do município.
Foram prefeitos do Municípios Alivino de Melo Machado, Adir Paulo Loureiros de Melo, Antonio Leo Loureiro de Mello e Antonio João Ceresoli.

## Geografia
Localiza-se a uma latitude 27º26'38" sul e a uma longitude 52º55'03" oeste, estando a cidade a uma altitude de 520 metros e em outros pontos do município encontram-se altitudes superiores a 650 metros. A área do município é de 131.396 km².
Sua população estimada em 2020 foi de 2.058 habitantes.

## Economia
A base da economia do município está na exploração da soja, milho, feijão, gado de leite e avicultura. Neste setor destaca-se a granja de aves de postura, produzindo 95.410 dúzias de ovos/mês.
Outras culturas que estão se destacando no município são a uva, o morango e também o brócolis.